# Кућа у ул. Књаза Милоша 22 у Аранђеловцу
Кућа у ул. Књаза Милоша 22 у Аранђеловцу представља непокретно културно добро као споменик културе, одлуком Владе Републике Србије, бр. 633-6872/2001-13 од 17. јула 2001. године (Сл. Гл. РС бр. 46 од 27. јул 2001. године).
Зграда је изграђена је тридесетих година 20. века као стамбено-пословни објекат. Ова угаона грађевина, саграђена каменом, опеком и армираним бетоном, састоји се од делимичног сутерена, приземља и поткровља. Пластичност фасада постигнута израдом орнамента у неокласицистичком стилу знатно је утицала на формирање градског амбијента Аранђеловца. Хоризонталност је остварена кордонским венцем који дели зграду на две зоне. Спратна зона садржи прозорске отворе са вишеструко профилисаном надпрозорском гредом и са по два плитко обрађена пиластра која фланкирају прозоре са обе стране. Мањи пиластри представљају стилизацију дорског типа, а већи коринтског. Приземље се завршава кровним венцем, изнад кога је богато декорисана атика са истакнутим централним делом где се налази прозор поткровља. Атика заклања вишеводни кров покривен бибер црепом.
- Детаљ
- Главна фасада
- Детаљ